# Heinrich Deichmann
Heinrich Otto Deichmann (* 30. November 1962) ist ein deutscher Unternehmer und Firmenchef der größten Schuhhandelskette Europas.

## Leben
Seine Eltern sind der Unternehmer Heinz-Horst Deichmann und die Lehrerin Ruth, geborene Fischer. Er hat drei Schwestern.

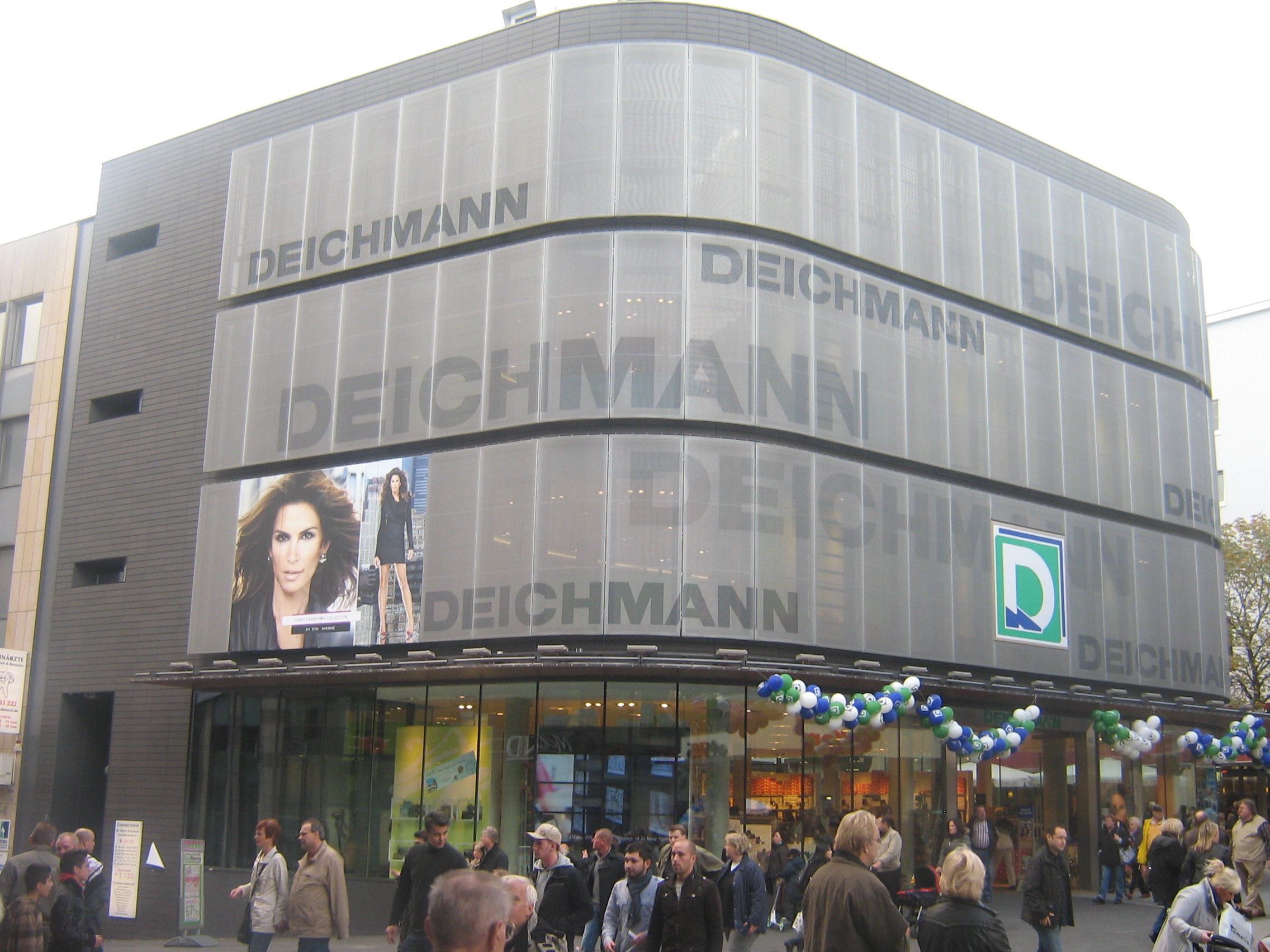
Deichmann-Filiale in Essen, Limbecker Platz, im September 2009

Deichmann studierte an der Universität zu Köln ab 1984 Wirtschaftswissenschaften, Geschichte, Theologie und Philosophie. Seit 1989 ist er im Unternehmen Deichmann SE beschäftigt; im Jahr 1999 trat er die Nachfolge seines Vaters als Firmenchef an. Seit 2013 ist er Kuratoriumsmitglied der Friedrich-August-von-Hayek-Stiftung.
Im Mai 2021 sagte Heinrich Deichmann in einem Interview, es sei „angedacht“, dass sein Sohn Samuel Deichmann (28), der im Sommer 2020 ins Unternehmen eingestiegen ist, eines Tages in vierter Generation das Unternehmen leiten werde.
Der Bloomberg Billionaires Index führt Deichmann auf der Liste der reichsten Menschen der Welt auf Platz 279.

## Karitatives Engagement
Deichmann engagiert sich karitativ über die Deichmann-Stiftung, sowie das von ihm geleitete sozialmissionarische Hilfswerk „wortundtat“, dessen Arbeit das Unternehmen zu großen Teilen finanziert. Das größte Engagement von „wortundtat“ besteht in Tansania. Die Deichmann-Stiftung unterstützt seit vielen Jahrzehnten im In- und Ausland zahlreiche soziale und humanitäre Projekte. So werden zum Beispiel eine sozialdiakonische Einrichtung in der Republik Moldau (seit 2006) und das Jugend- und Familienzentrum „Stern im Norden“ im Dortmunder Problemviertel Nordstadt (seit 2009) gefördert. 2022 wurde er ins Kuratorium der Internationalen Martin Luther Stiftung gewählt.